# Schlig Automobile Works
Schlig Automobile Works war ein US-amerikanischer Hersteller von Automobilen.

## Unternehmensgeschichte
Das Unternehmen wurde Anfang 1904 in Evanston in Illinois gegründet. John Schlig war der Inhaber. Partner waren Mark W. Shaw und John Green, der vorher Verkäufer für Locomobile war. Das Unternehmen bot Abstellmöglichkeiten und eine Ladestation, offensichtlich für Elektroautos. Außerdem begann 1904 die Produktion von Automobilen. Der Markenname lautete Schlig. 1905 endete die Fahrzeugproduktion. 1906 war das Unternehmen noch als Werkstatt aktiv. Danach verliert sich die Spur.

## Fahrzeuge
Das Unternehmen kaufte Fahrzeugteile und montierte sie zu kompletten Fahrzeugen. Die Antriebsart ist nicht überliefert. Die Zeit und der Zukauf von Teilen könnte auf Ottomotoren hindeuten. Allerdings ist die Ladestation ein Hinweis auf Elektromotoren, während die Vergangenheit von Green Dampfmotoren möglich erscheinen lässt.
Im Frühjahr 1904 entstanden die ersten beiden Fahrzeuge, denen wahrscheinlich ein paar weitere folgten.